# Holler (cântec de Spice Girls)
Holler este un single al formației de origine britanică Spice Girls aflat pe albumul Forever. Holler este de asemenea ultimul single aflat pe Forever.